# Формула успеха (филм)
Формула успеха (енгл. Moneyball) је америчка спортска драма, снимљена 2011. у режији Бенета Милера. Филм је заснован на истоименој књизи Мајкла Луиса, о покушајима менаџера Билија Бина да од својих Оукленд атлетикса направи добар бејзбол тим. Пит је за улогу у овом филму (и у филму Дрво живота) добио Награду Удружења њујоршких филмских критичара за најбољег глумца.

## Радња
Филм је заснован на књизи Мајкла М. Луиса из 2003. о бејзбол тиму из Оукланда и његовом генералном менаџеру Билију Бину. Његов циљ је да изгради конкурентан бејзбол тим упркос финансијским потешкоћама.
Након што је Оакланд Атлетик изгубио од бејзболских Њујорк Јенкиса у плеј-офу 2001. године, тим је изгубио многе кључне играче од богатијих клубова. Менаџер атлетике Били Бин (Бред Пит) приморан је да пронађе замене међу мање успешним и талентованим играчима бејзбола и окупи конкурентан тим за сезону 2002, док има ограничене финансијске могућности. Током посете Кливленду, Били упознаје Питера Бранда (Џона Хил), младог дипломца Јејла, економисту који, користећи математичке прорачуне, нуди иновативну шему за одређивање користи играча, с обзиром на показатеље њихове личне статистике. Бин тестира Брандову теорију и, упркос протестима скаута Атлетике, регрутује тим мало познатих или, на први поглед, неперспективних играча. У флешбековима је приказана Бинова прошлост - у младости, верујући уверавањима бејзбол скаута који су му предвиђали светлу будућност, одбио је универзитет и пристао да игра у главним лигама, али се његова каријера показала неуспешном. Бренд признаје да, по његовом мишљењу, Бин није био спреман да игра од првог ининга и да је требало да оде на факултет. Бин купује Бранда од Кливленд Индијанса и чини га својим помоћником.
Атлетски скаути не верују у Брандову шему, у којој Бин ангажује три јефтина и мање моћна играча уместо једног. На основу Брендових прорачуна, он бира играче на основу њиховог процента на бази после ат бат. Тако узима повређеног кечера који никада није играо на првој бази, бившу звезду прве лиге чија је каријера кренула пре 10 година, и младог бацача ниже лиге са необичном испоруком. Упркос Биновој постави, главни тренер Атлетике Арт Хоу (Филип Симор Хофман) задржава право да изабере састав за сваку утакмицу и изоставља Бинове почетнике. После четрнаест утакмица Атлетика је на последњем месту и да би дао шансу новајлијама у које је Бренд сигуран, Бен одлучује да прода „звезде у успону” како би Хауу везао руке и натерао га да стави нове, додуше непроверене, играче на терену.
Бин убеђује власника тима да ће до средине сезоне бити међу првих седам. Хау је приморан да ради са оним што има: ставља Бинове играче на терен и Атлетика почиње да побеђује. Тим осваја двадесет узастопних победа, постављајући рекорд америчке лиге. Њихов "бели низ" завршава се победом над Канзас Сити Ројалсима. Бин, који због сујеверја и невољности да се везује за играче, не присуствује утакмицама, на наговор породице одлучује да оде на утакмицу против Ројалса, где Атлетика већ после три води са 11-0 ининга. Након Биновог доласка, Ројалси изједначују утакмицу, али новајлија Атлетике Скот Хетеберг (Крис Прат), на кога се Бренд највише кладио, постиже победнички хоумран. Упркос низу, Атлетика би изгубила у првом колу постсезоне од Минесота Твинса, а Бин је, иако разочаран губитком, био задовољан што Брандова шема функционише.
У последњој сцени филма, Бин у свом ауту пушта плочу своје ћерке Кејси The Show. Камера глатко прелази на крупни план Биновог лица, а сузе му навиру на очи. Прометни састав и молба његове ћерке натерали су га да одбије место генералног директора Бостон Ред Сокса, упркос плати од 12,5 милиона долара годишње, што би га учинило најплаћенијим менаџером у историји бејзбола. Сами Ред Сокси, од серије из 2004. године, користе шему коју је Бин први пут покушао приликом одабира играча. Са овом шемом, Бостон Ред Сокс ће освојити Светску серију први пут после 86 година.

## Улоге
| Глумац             | Улога         |
| ------------------ | ------------- |
| Бред Пит           | Били Бин      |
| Џона Хил           | Питер Бренд   |
| Филип Симор Хофман | Арт Хау       |
| Робин Рајт         | Шерон         |
| Крис Прет          | Скот Хатеберг |
| Кејси Бонд         | Чед Бредфорд  |
| Стивен Бишоп       | Дејвид Џастис |
| Кетрин Морис       | Тара Бин      |
| Рид Дајмонд        | Марк Шапиро   |
| Џек Мекги          | Роко          |
| Вито Ругинис       |               |